# Maria Lluïsa Ferranda de Borbó
Maria Lluïsa Ferranda de Borbó i de Borbó (Madrid, 30 de gener de 1832 - Sevilla, 2 de febrer de 1897) va ser una infanta d'Espanya amb el tractament d'altesa reial que es casà amb Antoni d'Orleans, duc de Montpensier. La família dels Montpensier protagonitzà alguns dels fets polítics més remarcables del segle xix espanyol.

## Biografia
Va néixer el 30 de gener de 1832 al Palau Reial de Madrid, segona i darrera filla de Ferran VII d'Espanya i de la princesa Maria Cristina de Borbó-Dues Sicílies. El seu naixement va ser un moment de forta expectació, perquè després del naixement de la primera filla del monarca, Isabel, s'esperava un descendent masculí, atesa la mala salut del monarca, que feia preveure que moriria sense poder engendrar un tercer fill.
L'any 1833 moria el rei Ferran VII d'Espanya i la princesa Maria Cristina assumia la regència. La inestabilitat política espanyola afectà el futur de la infanta que fou casada l'any 1846, a l'edat de 14 anys, amb el príncep Antoni d'Orleans. El casament de la infanta responia a la voluntat d'apropar el regne d'Espanya a la França de Lluís Felip I de França. Antoni era fill del rei Lluís Felip I de França i de la princesa Maria Amèlia de Borbó-Dues Sicílies. La parella tingué nou fills:
Al llarg del regnat de la reina Isabel II d'Espanya les especulacions polítiques del duc de Montpensier, espòs de la infanta, foren incessants. La camarilla del duc finançà al cop del general Prim per derrocar a la reina i instaurar una monarquia orleanista a Espanya. De fet, el mateix duc de Montpensier, era un dels principals candidats a substituir la monarca borbònica. A conseqüència d'això, i també del duel entre Montpensier i l'infant Enric d'Espanya, que acabà amb la mort de l'infant, les relacions entre la reina i la seva germana mai foren especialment bones.
Les relacions entre la infanta i la reina tan sols milloraren després de la Restauració d'Alfons XII d'Espanya i la unió entre aquest i la princesa Maria de la Mercè d'Orleans. El matrimoni entre la infanta i el duc de Montpensier tampoc fou especialment feliç i explica la llegenda que quan l'any 1848 els revolucionaris assaltaren el Palau de les Teuleries el duc oblidà la seva esposa al Palau essent salvada per un diputat monàrquic.

### Música
D'acord amb Baltasar Saldoni, la infanta va ser una distingida cantant, amb una veu de mezzosoprano, i una notable pianista, capaç de tocar a la perfecció peces de música clàssica. Va ser educada musicalment pels mestres Pedro Albéniz i Francesc Frontera de Valldemossa.

### Matrimoni
El 1846, amb només 14 anys, fou casada el 1846 amb Antoni d'Orleans, duc de Montpensier, fill de Lluís Felip I de França, en un intent d'apropar Espanya a França. La parella va viure a diferents palaus, principalment a Sevilla i a Sanlúcar de Barrameda. Els ducs van tenir nou fills:
- Maria Isabel (París, 1848-1919)
- Maria Amèlia (Sevilla, 1851-1870)
- Maria Cristina (Sevilla, 1852-1879)
- Maria de la Regla (Sevilla, 1856-1861)
- Ferran (Madrid, 1859-1873)
- Maria de la Mercè (Madrid, 1868-1878)
- Felip (Madrid, 1862-1864)
- Antoni (Madrid, 1866-1930)
- Lluïsa (Madrid, 1867-París, 1874)